# Månsarps socken
Månsarps socken i Småland ingick i Tveta härad, ingår sedan 1971 i Jönköpings kommun i Jönköpings län och motsvarar från 2016 Månsarps distrikt.
Socknens areal är 66,22 kvadratkilometer, varav land 65,60. År 2000 fanns här 4 385 invånare. Tätorten Taberg med kyrkbyn Månsarp och sockenkyrkan Månsarps kyrka ligger i socknen. 

## Administrativ historik
Månsarps socken har medeltida ursprung.
Vid kommunreformen 1862 övergick socknens ansvar för de kyrkliga frågorna till Månsarps församling och för de borgerliga frågorna till Månsarps landskommun. Denna senare uppgick 1971 i Jönköpings kommun.
1 januari 2016 inrättades distriktet Månsarp, med samma omfattning som församlingen hade 1999/2000.  
Socknen har tillhört samma fögderier och domsagor som Tveta härad. De indelta soldaterna tillhörde Jönköpings regemente.

## Geografi
Månsarps socken ligger söder om Jönköping kring Tabergsån och Lagan som här rinner upp innan den når sjön Eckern vid sydöstra sockengränsen. Socknen är en starkt kuperad skogsbygd på sydsvenska höglandet som i Taberg når 343 meter över havet.

## Fornlämningar
Känt från socknen är rösegravar från bronsåldern och stensättningar och domarringar från äldre järnåldern främst på sju gravfält.

## Namnet
Namnet (1376 Magnosathorpa ) kommer från en gård. Förleden har bildats från ett mansnamn, Magnus. Efterleden är torp, nybygge.

### Fotnoter
1. 1 2  Svensk Uppslagsbok andra upplagan 1947–1955: Månsarp socken
2. 1 2  Harlén, Hans; Harlén Eivy (2003). Sverige från A till Ö: geografisk-historisk uppslagsbok. Stockholm: Kommentus. Libris 9337075. ISBN 91-7345-139-8
3. ↑  Administrativ historik för Månsarp socken (Klicka på församlingsposten). Källa: Nationella arkivdatabasen, Riksarkivet.
4. ↑  Indelta soldater, torp och rotar i Jönköpings län Arkiverad 24 januari 2012 hämtat från the Wayback Machine. Jönköpingsbygdens Genealogiska Förening
5. 1 2  Sjögren, Otto (1931). Sverige geografisk beskrivning del 2 Östergötlands, Jönköpings, Kronobergs, Kalmar och Gotlands län. Stockholm: Wahlström & Widstrand. Libris 9939
6. 1 2  Nationalencyklopedin
7. ↑  Fornlämningar, Statens historiska museum: Månsarps socken
8. ↑  Fornminnesregistret, Riksantikvarieämbetet: Månsarps socken Fornminnen i socknen erhålls på kartan genom att skriva in sockennamn (utan "socken") i "Ange geografiskt område"
9. ↑  Mats Wahlberg, red (2003). Svenskt ortnamnslexikon. Uppsala: Institutet för språk och folkminnen. Libris 8998039. ISBN 91-7229-020-X. https://isof.diva-portal.org/smash/get/diva2:1175717/FULLTEXT02.pdf